# 斯泰爾HS .50狙擊步槍

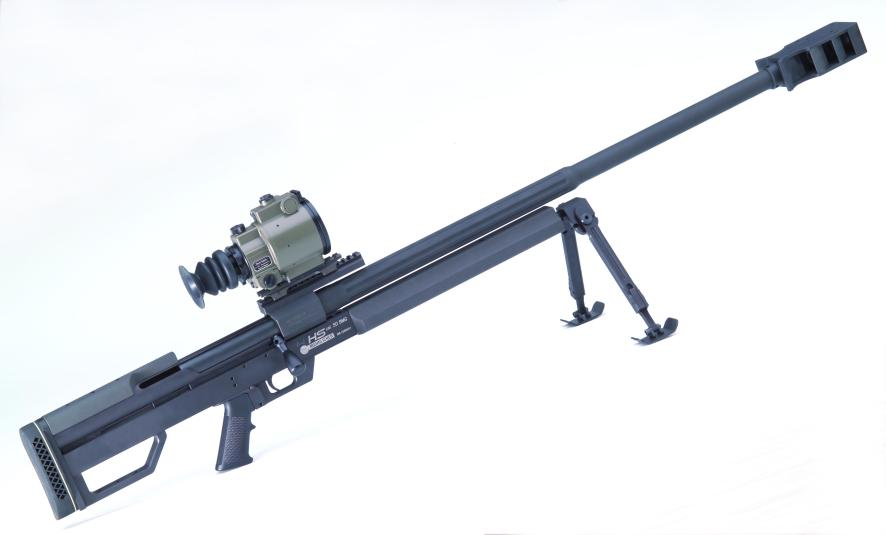
HS .50的側面圖

斯泰爾HS .50（Steyr HS. 50）是由奧地利斯泰爾-曼利夏公司（Steyr Mannlicher）研製的一款手動槍機式反器材狙擊步槍。

## 設計特徵
斯泰爾HS .50為一款單發式手動步槍，這說明了它沒有彈匣，裝填時射手需把子彈裝入拋殼口，再透過槍機把子彈推進膛室內。此槍具有相當優異的精確度，有效射程高達1,500米。它具有一對可調式兩腳架，高效能的制退器能夠有效的減低後座力，從而增加射擊時的舒適感。而機匣上的皮卡汀尼導軌則能夠讓用戶安裝各式各樣的瞄準鏡。
後來根據用戶的需求，一款以彈匣供彈的改型亦隨即推出。該改型以5發容量的彈匣供彈，彈匣裝在槍的左邊，這種設計類似於南非的NTW-20。

## 衍生型

### HS .460
發射.460斯泰爾槍彈的型號，這是針對某些禁止公民擁有.50口徑槍彈的國家或地區而研製的。

### HS .50 M1
以5發容量的彈匣供彈的改型。

## 使用國家
- 阿尔巴尼亚
- 阿根廷
- 奥地利
  - 奧地利陸軍獵人突擊隊
- 玻利维亚
- 喀麦隆
- 伊朗

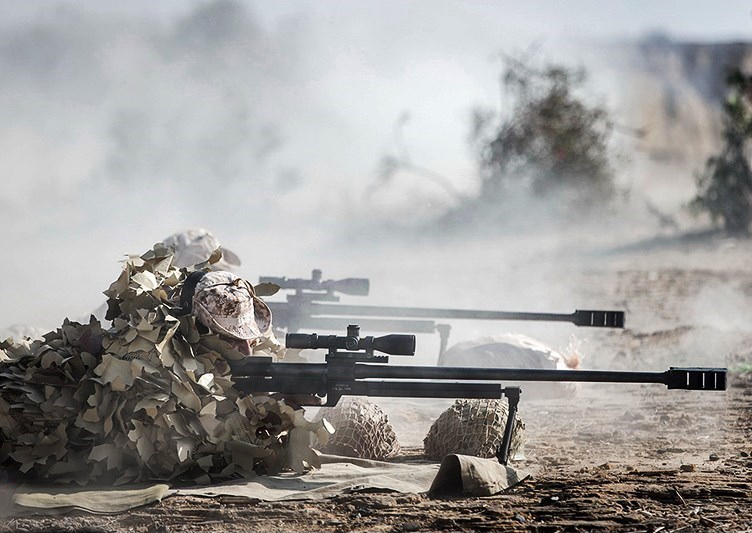
伊朗海軍特種部隊狙擊手使用HS .50進行射擊

  - 伊朗伊斯蘭共和國軍隊（於2006年購入了800枝步槍，並仿製成「AM-50 Sayyad」）[1]
- 伊拉克
  - 伊拉克特種作戰部隊（AM-50 Sayyad）[2]
  -  伊拉克库尔德斯坦
    - 佩什梅格
- 墨西哥
- 俄羅斯[3]
  - 俄羅斯聯邦內務部
  - 俄羅斯聯邦安全局
- 叙利亚
  - 敘利亞阿拉伯軍隊（AM-50 Sayyad及本土生產型；當中有部份落入反政府武裝手上）
- 乌克兰
- 乌拉圭

## 另見
- 斯泰爾斥候
- 斯泰爾SSG 69
- 斯泰爾SSG 04
- 斯泰爾SSG 08

## 外部連結
- 官網